# Episodi di The Middle (sesta stagione)
La sesta stagione della serie televisiva The Middle è stata trasmessa negli Stati Uniti dal canale ABC dal 24 settembre 2014 al 13 maggio 2015.
In Italia, i primi 10 episodi sono andati in onda dal 2 al 30 gennaio 2015 su Joi, canale a pagamento della piattaforma Mediaset Premium, mentre i restanti episodi sono stati trasmessi dal 2 maggio al 25 luglio 2015, dallo stesso canale. In chiaro è andata in onda dal 23 novembre al 24 dicembre 2015 su Italia 2. Dal diciannovesimo episodio di questa stagione Neil Flynn non sarà più doppiato da Vittorio De Angelis in seguito alla morte improvvisa di quest'ultimo; verrà sostituito da Massimo De Ambrosis fino alla fine del telefilm nel 2018.
| nº | Titolo originale          | Titolo italiano                 | Prima TV USA      | Prima TV Italia |
| -- | ------------------------- | ------------------------------- | ----------------- | --------------- |
| 1  | Unbreceable You           | L'anno di Sue!                  | 24 settembre 2014 | 2 gennaio 2015  |
| 2  | The Loneliest Locker      | L'armadietto solitario          | 1º ottobre 2014   | 2 gennaio 2015  |
| 3  | Major Anxiety             | Ansia da specializzazione       | 8 ottobre 2014    | 9 gennaio 2015  |
| 4  | The Table                 | Il tavolo                       | 22 ottobre 2014   | 9 gennaio 2015  |
| 5  | Halloween V               | Halloween... e peanuts          | 29 ottobre 2014   | 16 gennaio 2015 |
| 6  | The Sinkhole              | Tutta colpa del lavello!        | 12 novembre 2014  | 16 gennaio 2015 |
| 7  | Thanksgiving VI           | Il giorno del Ringraziamento VI | 19 novembre 2014  | 23 gennaio 2015 |
| 8  | The College Tour          | La visita al college            | 3 dicembre 2014   | 23 gennaio 2015 |
| 9  | The Christmas Wall        | Lo stress del Natale            | 10 dicembre 2014  | 30 gennaio 2015 |
| 10 | Pam Freakin' Staggs       | Arriva Pam Staggs!              | 7 gennaio 2015    | 30 gennaio 2015 |
| 11 | A Quarry Story            | Il party alla cava              | 14 gennaio 2015   | 2 maggio 2015   |
| 12 | Hecks on a Train          | Quel treno per il Dakota        | 4 febbraio 2015   | 9 maggio 2015   |
| 13 | Valentine's Day VI        | Baci di San Valentino           | 11 febbraio 2015  | 16 maggio 2015  |
| 14 | The Answer                | La risposta                     | 18 febbraio 2015  | 23 maggio 2015  |
| 15 | Steaming Pile of Guilt    | Perdonati Frankie!              | 25 febbraio 2015  | 30 maggio 2015  |
| 16 | Flirting with Disaster    | L'amico di Axl                  | 4 marzo 2015      | 6 giugno 2015   |
| 17 | The Waiting Game          | Più di una sensazione           | 25 marzo 2015     | 13 giugno 2015  |
| 18 | Operation Infiltration    | Amore fraterno                  | 1º aprile 2015    | 20 giugno 2015  |
| 19 | Siblings and Sombreros    | Il sombrero                     | 8 aprile 2015     | 27 giugno 2015  |
| 20 | Food Courting             | L'offerta di lavoro             | 15 aprile 2015    | 4 luglio 2015   |
| 21 | Two of a Kind             | Due persone uguali              | 22 aprile 2015    | 11 luglio 2015  |
| 22 | While You Were Sleeping   | Serata romantica                | 29 aprile 2015    | 18 luglio 2015  |
| 23 | Mother's Day Reservations | La festa della mamma            | 6 maggio 2015     | 25 luglio 2015  |
| 24 | The Graduate              | Il diploma                      | 13 maggio 2015    | 25 luglio 2015  |